# مکلونازپام
مکلونازپام (انگلیسی: Meclonazepam) دارویی از مشتقات بنزودیازپین شبیه به کلونازپام است. این دارو مانند سایر بنزودیازپین‌ها دارای اثرات آرام‌بخش و ضد اضطراب است و همچنین دارای اثرات ضد انگلی در برابر کرم انگلی شیستوزوما مانسونی است.
مکلونازپام هرگز به عنوان دارو استفاده نشد و در عوض به عنوان یک داروی طراح به صورت آنلاین رونمایی شد.